# Тошлем
Тошле́м (рос. Тошлем, марій. Тошлем) — присілок у складі Совєтського району Марій Ел, Росія. Входить до складу Кужмаринського сільського поселення.

## Населення
Населення — 9 осіб (2010; 21 у 2002).
Національний склад (станом на 2002 рік):
- марі — 81 %